# Mimetus hesperus
Mimetus hesperus es una especie de araña araneomorfa del género Mimetus, familia Mimetidae. Fue descrita científicamente por Chamberlin en 1923.
Habita en los Estados Unidos.